# Verdun-en-Lauragais
Verdun-en-Lauragais – miejscowość i gmina we Francji, w regionie Oksytania, w departamencie Aude.
Według danych na rok 1990 gminę zamieszkiwały 212 osoby, a gęstość zaludnienia wynosiła 10 osób/km² (wśród 1545 gmin Langwedocji-Roussillon Verdun-en-Lauragais plasuje się na 699. miejscu pod względem liczby ludności, natomiast pod względem powierzchni na miejscu 350.).